# 弗兰克·拉特雷·利利
弗兰克·拉特雷·利利（1870年6月27日—1947年11月5日）是一位美国动物学家，专攻早期胚胎学，1935至1939年间曾担任美国国家科学院主席，1939年获亞歷山大·阿加西茲勳章。